# Novella (Zaragoza)
Novella fue una aldea de la Comunidad de Calatayud que se despobló en la Baja Edad Media. Estaba situada entre Morata de Jiloca y Fuentes de Jiloca.

## Toponimia
El topónimo Novella se repite en los alrededores de Molina de Aragón (Guadalajara), y se explica a partir del latino NOVALIS a través de su plural neutro NOVALIA. Serían dos topónimos cognados de Novalla (en el término de Loarre) y Novallas (Tarazona y Moncayo); el cambio de la /a/ para la /y/ se explica por el fenómeno fonético de la imala común en algarabía.

## Historia
Es mencionada en la Bula de Lucio III (1182):

Ecclesiam de Fontes cum pertiueuciis suis, Ecclesiam de Novella cum pertiuenciis suis, Ecclesiam de Morata cum pertinenciis suis

También es citada en el "Libro Chantre":

Item en la yglesia de Novella ha el Sennyor Vispe aquellos mismo drechos en las diezmas et otras cosas como en Paracuellos...

De acuerdo con el fogaje de 1367, Novella quedó despoblada al igual que Cimballa, Flumes, Forcallo, Somed y Vadiello. Se supone que este proceso demográfico decreciente fue consecuencia tanto de la peste negra como por la invasión de tropas castellanas.